# Deuce Bigalow: Gigoló europeu
Deuce Bigalow: Gigoló europeu (títol original: Deuce Bigalow: European Gigolo) és una pel·lícula estatunidenca dirigida per Mike Bigalow. l'any 2005. És la continuació de Deuce Bigalow: Male Gigolo, estrenada l'any 1999. Ha estat doblada al català.

## Argument
Deuce Bungalow és convidat pel seu amic proxeneta TJ Hicks a Amsterdam. Accepta de bon grat la invitació, ja que acaba de provocar una massacre involuntària en un club de natació per a cecs. Va doncs als Països-Baixos emportant-se la cama artificial de la seva dona morta a Malibu d'un atac de tauró feia alguns mesos. A Amsterdam, Deuce descobreix la ciutat, les seves prostitutes i els seus coffee shops, TJ Jicks li presenta alguns dels seus amics gigolós entre els quals Heinz Hummer. S'assabenta, que un assassí de gigolós és en aquest moment a la ciutat. Passejant-se pels carrers, percep Heinz Hummer inanimat mentre una silueta femenina revestida d'un abric lleopard s'escapa al fons. Pensant que està drogat, transporta el cos fins a la barcassa de TJ Hicks, aquest comprova que està mort i està per treure's de sobre el cos tirant-lo a l'aigua. Però en aquest moment precís passa un vaixell de turistes que el fotografia obrint la bragueta del cadàver. Per a la policia i la premsa, és doncs clar: TJ Hicks és l'assassí del gigoló. Aquest últim és obligat a amagar-se i Deuce Bigalow intenta provar la seva innocència. Paral·lelament Deuce coneix Eva, la neboda del comissari encarregat de la investigació, aquesta pateix un trastorn obsessiu compulsiu, i un petit idil·li comença entre ells dos. Després d'haver presenciat un congrés del sindicat dels gigolós, Deuce arriba a procurar-se la llista de les últimes clientes dels gigolós assassinats. Amb l'ajuda de TJ Hicks disfressat, va a visitar-les unes després de les altres però no troba l'assassí.

## Repartiment
- Rob Schneider: Deuce Bigalow
- Eddie Griffi: T.J. Hicks
- Jeroen Krabbé: Gaspar Voorsboch
- Til Schweiger: Heinz Hummer
- Carlos Ponce: Rodrigo
- Hanna Verboom: Eva
- Alex Dimitriades: Enzo Giarraputo
- Kostas Sommer: Assapopoulos Mariolis
- Federico Dordei: Mahmoud
- Oded Fehr: Antoine Laconte
- Norm MacDonald: Earl McManus (no surt als crèdits)
- Adam Sandler: Javier Sandooski (no surt als crèdits)
- Monika Kuczewska: La presentadora del temps (no surt als crèdits)

## Crítica
- "'Deuce Bigalow' és extremadament dolenta, com si volgués fer patir a l'audiència. El millor de la pel·lícula és que només dura 75 minuts."[3]
- "'Deuce Bigalow 2' està més centrada i és més divertida que l'original (...) Puntuació: ★★★ (sobre 5)"[4]
- "És una successió de bromes sobre penis, pets, postures sexuals, homofòbia, coprofàgia... totes elles mal expressades i gens divertides."[5]